# BT-5
BT-5 byl sovětský rychlý tank (bystrochodnyj tank), druhý sériový typ řady tanků BT používaný na začátku druhé světové války. Jednalo se o vylepšený BT-2, který dostal novou větší věž s 45mm kanónem 20-K. Také byly opraveny nedostatky, kterými spíše zkušební BT-2 trpěl. Byl vyráběn od roku 1933 do roku 1935, kdy se začal vyrábět vylepšený BT-7. Tank vycházel z typu M1930 amerického konstruktéra Johna Waltera Christieho, byl poháněn motory Mikulin M-5. Zajímavostí těchto tanků je, že mohly jezdit i bez pásů.

## Verze
- BT-5 – základní verze

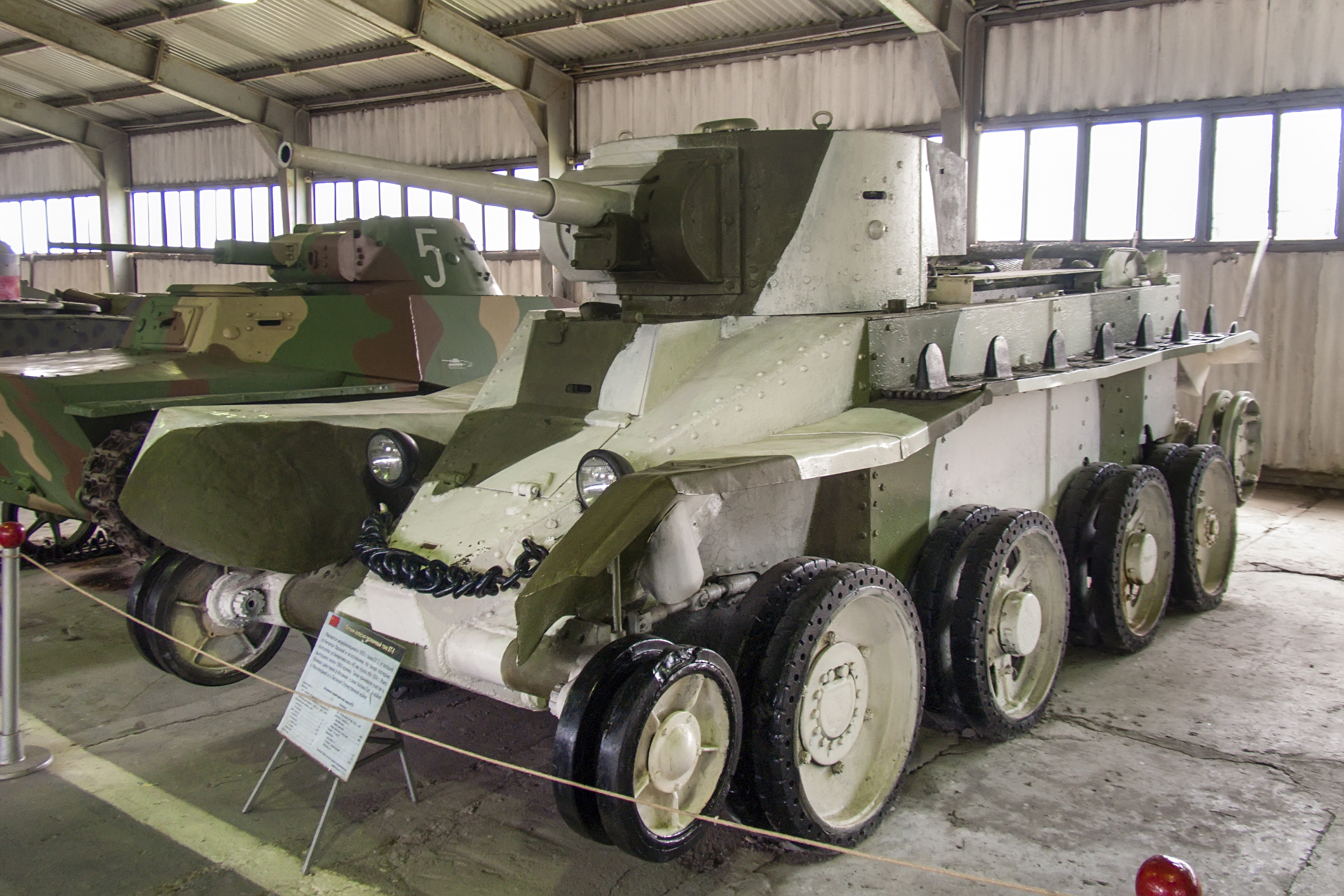
BT-5 bez pásů v Kubince

- BT-5 vzor 1933 – nová věž se dvěma poklopy
- BT-5A – dělostřelecká verze s větší věží a krátkým dělem KT-28 ráže 76,2 mm
- BT-5RT – velitelská verze s radiostanicí

### Prototypy
- RBT-5 – dělostřelecká raketová verze s dvěma 420mm tankovými torpédy
- BT-5PCh – šnorchlovací verze